# Liste astrologischer Begriffe

Tierkreis

Diese Liste enthält Begriffe der westlichen Tradition der Astrologie, angefangen mit der hellenistischen Astrologie. Astronomische Begriffe, die in der Astrologie häufig gebraucht werden, sind ebenfalls hier aufgeführt.

## A
Abenderst
Erstmalige Sichtbarkeit eines Gestirns am Abendhimmel.
Abendletzt
Letztmalige Sichtbarkeit eines Gestirns am Abendhimmel.
Abendstern
Ein kurz nach der Sonne untergehender Planet, insbesondere Venus.
Akzidentielle Würde
Bewertung der Stellung eines Planeten nach Häusern und Aspekten
Almuten
Planet, der in einem Horoskop die meisten Würden auf sich vereinigt („stärkster Planet“).
Anderthalbquadrat
Symbol: ⚼. Aspekt mit einem Winkel von 135°.
Apotelésma
Einfluss der Gestirne und Konstellationen auf die irdische Sphäre und Materie in der hellenistischen Astrologie.
Aquarius
Abkürzung: Aqr. Lateinischer Name des Tierkreiszeichens Wassermann.
Aries
Abkürzung: Ari. Lateinischer Name des Tierkreiszeichens Widder.
ARMC
Abkürzung für Ascensio Recta Medii Coeli, die Rektaszension des Medium coeli.
Aspekt
Bestimmte Winkelbeziehungen zwischen den Gestirnen (Planeten, Aszendent, MC etc.) eines Horoskops.
Astrogeographie
Teilgebiet, das geographische Objekte (Regionen, Städte) unter astrologischem Aspekt untersucht.
Astrologischer Zwilling
Astrologische Zwillinge sind Menschen, die zum selben Zeitpunkt geboren wurden.
Astromedizin
Synonym für Iatromathematik, Verbindung von Astrologie und Medizin.
ASC
Abkürzung für Aszendent.
Aszendent
Abkürzung: ASC oder AC. Zu einem bestimmten Zeitpunkt und Ort der Schnittpunkt des Osthorizonts mit der Ekliptik und somit der dann aufsteigende Grad des Tierkreises.

## B
Belagerung
Position eines Planeten zwischen zwei Übeltätern, zum Beispiel Saturn und Mars.
beschädigter Planet
In seiner Würde geschwächter Planet.
Bewegliche Zeichen
Synonym für veränderliche Zeichen (Zwillinge, Jungfrau, Schütze und Fische).
Biquintil
Aspekt mit einem Winkel von 144° (doppeltes Quintil).

## C
Caput draconis
„Drachenkopf“. Symbol: ☊. Lateinischer Name des aufsteigenden Mondknotens.
Cancer
Abkürzung: Can. Lateinischer Name des Tierkreiszeichens Krebs.
Capricornus
Abkürzung: Cap. Lateinischer Name des Tierkreiszeichens Steinbock.
Cauda draconis
„Drachenschwanz“. Symbol: ☋. Lateinischer Name des absteigenden Mondknotens.
Cazimi
Besonders enge Konjunktion eines Planeten mit der Sonne.
Chronokrator
Planet als Herrscher über größere Zeitabschnitte.

## D
Dekan
Einer der 36 Abschnitte von jeweils 10°, die durch die Unterteilung der 12 Tierkreiszeichen in jeweils drei Abschnitte entstehen.
Dekanat
Synonym für Dekan.
Dekanherrscher
Planet als Herrscher in einem Dekan.
Deklinationsparallele
Aspekt, bei der zwei Horoskopfaktoren die gleiche Deklination haben.
Depression
Der wirkungsschwächste Punkt eines Planeten auf dem Tierkreis, dort der Exaltation genau gegenüberliegend.
Deszendent
Abkürzung: DSC oder DC. Zu einem bestimmten Zeitpunkt und Ort der Schnittpunkt des Westhorizonts mit der Ekliptik und somit der dann absteigende Grad des Tierkreises.
Deutungsfaktor
Synonym für Horoskopfaktor.
dexter
Aspektierung im Uhrzeigersinn im Tierkreis
Direktion
Lat. directio („Richtung“). Prognosemthode, bei dem im Horoskop ein beweglich gedachter Punkt, der Promissor, in Richtung eines festen Punkts, des Signifikators, verschoben wird.
Dodekaeteris
Zeitraum von 12 Jahren, die den 12 Tierkreiszeichen entsprechen.
Dodekatemorien
Zwölftel eines Tierkreiszeichens
Dodekatopos
Einteilung des Tierkreises in 12 Häuser
Domizil
Tierkreiszeichen, in dem ein Planet Herrscher ist. Der Löse ist zum Beispiel das Domizil der Sonne.
Domus
Lateinische Bezeichnung für Haus.
DSC
Abkürzung für Deszendent.

## E
Eckfeld
An einer Quadrantenecke gelegenes Haus. Synonym für kardinales Haus (1., 4., 7. und 10. Haus).
Ekliptik
Großkreis auf der Himmelskugel, gebildet durch den Schnitt von Himmelskugel und Bahnebene der Erde. Der Tierkreis entsteht durch Einteilung der Ekliptik in 12 Teile zu je 30°.
Ekliptikale Länge
Die ekliptikale Länge λ eines Gestirns ist die Position im Tierkreis, ausgedrückt als Winkel im Bereich 0° bis 360°. Sie ergibt sich aus der Anfangslänge des Tierkreiszeichens plus die Gradzahl im Tierkreiszeichen, also zum Beispiel 25° ♑︎ = 270° (Anfangslänge des Steinbocks) + 25° = 295°.
Elektion
Wahl des richtigen Zeitpunkts nach astrologischen Gesichtspunkten.
Erhöhung
Synonym für Exaltation.
Essentielle Würde
Bewertung der Stellung eines Planeten im Tierkreis
Exaltation
Der wirkungsstärkste Punkt eines Planeten auf dem Tierkreis.
Ephemeride
Tabellenwerk, das für einen bestimmten Zeitraum und eine bestimmte Epoche die Position der Gestirne aufführt, insbesondere die Stellungen der Planeten im Tierkreis für einen gegebenen Tag.
Erdzeichen
Ein dem Element Feuer zugeordnetes Tierkreiszeichen (Stier, Jungfrau und Steinbock).
Exil
Tierkreiszeichen, das dem Zeichen genau gegenüberliegt, in dem ein Planet Herrscher ist. Die Sonne ist zum Beispiel im Wassermann im Exil.

## F
Fall
Synonym für Depression. Der wirkungsschwächste Punkt eines Planeten auf dem Tierkreis.
Feld
Synonym für Haus.
Feste Zeichen
Synonym für Fixzeichen (Stier, Löwe, Skorpion und Wassermann).
Feuerzeichen
Ein dem Element Feuer zugeordnetes Tierkreiszeichen (Widder, Löwe und Schütze).
Firdaria
Reihenfolge von Lebensabschnitten mit Zuordnungen zu Zeichen und Planeten
Fische
Symbol: ♓︎. Zwölftes Zeichen im Tierkreis. Ekliptikale Länge 330° bis 360°.
Fixzeichen
Gruppe der vier Tierkreiszeichen Stier, Löwe, Skorpion und Wassermann.
Flexible Zeichen
Synonym für veränderliche Zeichen (Zwillinge, Jungfrau, Schütze und Fische).
Freude
Form der Würde eines Planeten
Frühlingspunkt
Schnittpunkt von Himmelsäquator und Ekliptik.

## G
Geburtsastrologie
Individualastrologie, befasst sich insbesondere mit der Deutung des Geburtshoroskops.
Geburtshoroskop
Ein Radixhoroskop (Grundhoroskop), das sich auf Geburtsdatum, Geburtszeit und Geburtsort einer Person bezieht.
Geburtszeichen
Tierkreiszeichen der Sonne zum Zeitpunkt der Geburt.
Geistiger Planet
Planeten, deren Einfluss sich aufgrund der langen Umlaufzeit auf ganze Generationen auswirkt (Uranus, Neptun, Mars).
Gemeinschaftliche Zeichen
Synonym für veränderliche Zeichen (Zwillinge, Jungfrau, Schütze und Fische).
Gemini
Abkürzung: Gem. Lateinischer Name des Tierkreiszeichens Zwillinge.
Genethlialogie
Synonym für Geburtsastrologie.
Geschlecht
Zuordnung eines Planeten oder Zeichens in der Polarität männlich-weiblich.
Gesellschaftlicher Planet
Planeten, deren Einfluss sich aufgrund der mittleren Umlaufzeit auf mehrere Geburtsjahrgänge auswirkt (Jupiter und Saturn).
Gestirn
Elemente eines Horoskops, deren Aspekte betrachtet werden. Dazu gehören neben den Planeten auch ausgezeichnete Punkte wie Aszendent, Medium coeli usw.
Gewöhnliche Zeichen
Synonym für veränderliche Zeichen (Zwillinge, Jungfrau, Schütze und Fische).
Glückspunkt
Symbol: . Wichtiger sensitiver Punkt des Horoskops, der sich aus den Aspekten von Aszendent, Sonne und Mond ergibt.
Grenzen
Synonym für Termini.
Große Konjunktion
Konjunktion der Planeten Jupiter und Saturn.
Grundhoroskop
Synonym von Radixhoroskop, allgemein ein Horoskop, das die Grundlage für weitere, abgeleitete Horoskope bildet.

## H
Halbdekan
Einer der 72 Gradabschnitte von jeweils 5°, die durch die Unterteilung der 12 Tierkreiszeichen in jeweils sechs Abschnitte entstehen.
Halbquadrat
Symbol: ∠. Aspekt mit einem Winkel von 45°.
Halbsumme
Aspekte mit der Winkelhalbierenden zweier Gestirne, insbesondere Konjunktion und Opposition. Die Winkelhalbierende berechnet sich aus dem arithmetischen Mittel der ekliptikalen Längen.
Hauptaspekt
Einer der Aspekte Konjunktion, Opposition, Trigon, Quadrat und Sextil.
Haus
Teil des Horoskopkreises entsprechend eines bestimmten Häusersystems, entsprechend dem Zeitpunkt und geographischen Ort des Horoskops.
Häuserherrscher
Planet, der über eines der Häuser herrscht, zum Beispiel der Mars über das 1. und 8. Haus.
Häuserspitze
Grad 0° eines Hauses.
Häusersystem
Astrologisches Verfahren zur Aufteilung des Horoskopkreises in Häuser.
Häusertabelle
Tabellenwerk, das für ein bestimmtes Häusersystem vorberechnete Häuserspitzen für gegebene Sternzeit und geographische Breite enthält.
Hayiz
Akzidentielle Würde, bei der in einem Taghoroskop ein Tagplanet in der Taghälfte steht, bzw. bei einem Nachthoroskop ein Nachtplanet in der Nachthälfte.
Heliakischer Aufgang
Synonym zu Morgenerst, der erstmalige Aufgang eines Gestirns vor der Sonne.
Herrscher
Planet als Herrscher über ein Zeichen, ein Haus oder einen Zeitabschnitt.
Himmelsäquator
Großkreis auf der Himmelskugel, gebildet durch den Schnitt von Himmelskugel und Äquatorebene.
Himmelsmitte
Synonym für Medium coeli (MC).
Himmelstiefe
Synonym für Imum coeli (IC).
Homo signorum
Zuordnung von Körperteilen zu Tierkreiszeichen und Planeten.
Horizontachse
Verbindung von Aszendent und Deszendent.
Horoskop
Diagramm, das die Positionen der Gestirne im Tierkreis und ihre Häuser für einen bestimmten Zeitpunkt und Ort zeigt.
Horoskopfaktor
Für die Deutung relevantes Element eines Horoskops.
Horoskopherrscher
Planet, der über das Zeichen des Aszendenten herrscht.
Hypsoma
Synonym für Exaltation.

## I
Iatroastrologie
Synonym von Iatromathematik.
Iatromathematik
Verbindung von Astrologie und Medizin, insbesondere die Bestimmung günstiger Zeitpunkte für Therapien.
IC
Abkürzung für Imum coeli.
Imum coeli
Abkürzung: IC. Nördlicher Schnittpunkt von Meridian und Ekliptik auf dem Tierkreis.
Individualastrologie
Ausrichtung der Astrologie, die sich mit dem Schicksal und dem Charakter eines einzelnen Menschen befasst, im Gegensatz zur Mundanastrologie.

## J
Jahresherrscher
Planet, der über ein Jahr herrscht.
Jungfrau
Symbol: ♍︎. Sechstes Zeichen im Tierkreis. Ekliptikale Länge 150° bis 180°.
Jupiter
Symbol: ♃. Sechster der klassischen Planeten.

## K
kardinal
Ein Planet in einem kardinalen Haus.
Kardinalpunkt
Einer der vier Achsenpunkte (Aszendent, Deszendent, Medium coeli und Imum coeli).
Kardinales Haus
Eines der vier Häuser mit einem Kardinalpunkt als Spitze (1., 4., 7. und 10. Haus).
Kardinalzeichen
Gruppe der vier Tierkreiszeichen Widder, Krebs, Waage und Steinbock.
Katarche
Der Zeitpunkt der Geburt (einer Person), der Entstehung (einer Sache) oder der Gründung (einer Gemeinschaft, einer Stadt, eines Unternehmens etc.)
Konjunktion
Symbol: ☌. Aspekt mit einem Winkel von 0°.
Kosmobiologie
Astrologische Theorien, die Zusammenhänge kosmischer Konstellationen und Bewegungen biologisch zu erklären suchen.
Kosmogramm
Äquivalent des Horoskops in der kosmobiologischen Astrologie.
Krebs
Symbol: ♋︎. Viertes Zeichen im Tierkreis. Ekliptikale Länge 90° bis 120°.

## L
Langsamläufer
Planeten, die sich relativ langsam bewegen wie Saturn und noch weiter entferntere.
Leo
Abkürzung: Leo. Lateinischer Name des Tierkreiszeichens Löwe.
Libra
Abkürzung: Lib. Lateinischer Name des Tierkreiszeichens Waage.
Lichter
Sonne und Mond, im Unterschied zu den übrigen Planeten.
Lilith
Symbol: ⚸. Sensitiver Punkt des Horoskops, der das Mond-Apogäum markiert.
Locus
Plural loci. Lateinische Bezeichnung für Haus.
Lospunkt
Sensitiver Punkt im Horoskop, der sich aus den Winkeln von zwei Gestirnen und Aszendent ergibt, insbesondere der Glückspunkt.
Löwe
Symbol: ♌︎. Fünftes Zeichen im Tierkreis. Ekliptikale Länge 120° bis 150°.
Luftzeichen
Ein dem Element Luft zugeordnetes Tierkreiszeichen (Zwillinge, Waage und Wassermann).
Luminar
Sonne oder  Mond, eines der Lichter.

## M
Männlicher Planet
Die Planeten Sonne, Mars, Jupiter und Saturn gelten als männlich.
Mars
Symbol: ♂. Fünfter der klassischen Planeten.
MC
Abkürzung für Medium coeli.
Medium coeli
Abkürzung: MC. Südlicher Schnittpunkt von Meridian und Ekliptik auf dem Tierkreis.
Melothesie
Entsprechung von Körperteilen und deren Erkrankungen mit den Einflüssen bestimmter Tierkreiszeichen und Planeten.
Meridianachse
Synonym für Vertikalachse.
Merkur
Symbol: ☿. Dritter der klassischen Planeten.
Moderner Planet
Neuzeitlicher astrologischer Planet, im Gegensatz zu den klassischen Sieben Planeten
Mond
Symbol: ☽. Zweiter der klassischen Planeten.
Mondhaus
Teil der Ekliptik entsprechend ihrer Einteilung in 28 bzw. 27 Häuser entsprechend dem Mondmonat.
Mondknoten
Schnittpunkt von Mondbahn und Ekliptik.
Mondpause
Der Mond bildet bei Durchlaufen eines Zeichens keinen der Hauptaspekte mit einem anderen Planeten.
Mondstation
Synonym von Mondhaus.
Monomoira
Einzelne Grade in einem Tierkreiszeichen.
Morgenerst
Erstmalige Sichtbarkeit eines Gestirns am Morgenhimmel.
Morgenletzt
Letztmalige Sichtbarkeit eines Gestirns am Morgenhimmel.
Morgenstern
Ein kurz vor der Sonne am Osthimmel aufgehender Planet, insbesondere die Venus.
Mundanastrologie
Überindividuelle Ausrichtung der Astrologie, die sich nicht mit menschlichen Individuen befasst, sondern mit Politik, Wirtschaft und Natur.

## N
Nachtdomizil
Tierkreiszeichen der Nachtseite, in dem ein Planet herrscht.
Nachtexil
Das dem Nachtdomizil eines Planetenherrschers gegenüberliegende Zeichen.
Nachtgeburt
Geburt, zu deren Zeitpunkt die Sonne in der Nachthälfte stand, also unter dem Horizont.
Nachthälfte
Halbkreis des Horoskops zwischen Aszendent und Deszendent mit dem Imum coeli. Gestirne auf der Nachthälfte sind zum Zeitpunkt des Horoskops am Nachthimmel unter dem Horizont.
Nachtherrscher
Planet in seinem Nachtdomizil.
Nachthoroskop
Horoskop einer Nachtgeburt
Nachtplaneten
Mond, Venus und Mars.
Nachtseite
Gruppe der Tierkreiszeichen zwischen Löwe und Steinbock, in denen Planeten Nachtherrscher sind.
Nachtzeichen
Eines der Erd- oder Wasserzeichen (Stier, Krebs, Jungfrau, Skorpion, Steinbock, Fische).
Nativität
Stand der Gestirne bei der Geburt eines Menschen, auch Synonym für Geburtshoroskop.
Neptun
Nach Entdeckung des Planeten Neptun eingeführter planetarer Deutungsfaktor im Horoskop.
Neuer Planet
Synonym für moderner Planet.

## O
Oktave
Beschreibt Ähnlichkeitsverhältnisse zwischen klassischen und modernen Planeten
Oktotopos
Form des Häusersystems, bei dem jeder Quadrant zweigeteilt wird, was acht Häuser ergibt.
Opposition
Symbol: ☍. Aspekt mit einem Winkel von 180°.
Orbis
Gradbereich, innerhalb dessen ein astrologischer Aspekt als gültig betrachtet wird.
Ort
Synonym für Haus.
Osthälfte
Hälfte des Horoskops links der Vertikalachse mit dem Aszendenten.

## P
Paranatellonta
Sternbilder, Teile davon oder einzelne helle Sterne, die zugleich mit bestimmten Graden oder Dekanen der Ekliptik aufgehen.
partiler Aspekt
Exakter Aspekt mit einer Orbis von höchstens 1°.
Pentade
Synonym für Halbdekan.
plaktischer Aspekt
Nicht exakter Aspekt mit einer Orbis größer als 1°.
Persönlicher Planet
Planeten, deren Einfluss sich aufgrund der relativ kurzen Umlaufzeit vor allem im individuellen Schicksal abbildet (Mond, Merkur, Venus, Sonne, Mars).
Pisces
Abkürzung: Psc. Lateinischer Name des Tierkreiszeichens Fische.
Planet
Periodisch sich bewegendes Gestirn und Deutungsfaktor im Horoskop.
Planetenbezirk
Synonym für Termini
Planetenstunde
Von einem Planeten als Stundenherrscher regierte Temporalstunde.
Pluto
Nach Entdeckung des Zwergplaneten Pluto eingeführter planetarer Deutungsfaktor im Horoskop.
Polarität
Zuordnung von Planeten und Zeichen zu den Polaritäten männlich/weiblich bzw. Tag/Nacht.
prograd
Synonym zu rechtläufig.
Promissor
Als bewegt gedachter Ort des Horoskops, der zu dem stillstehenden Signifikator hin dirigiert wird. Meist Aszendent, die Himmelsmitte, Sonne, Mond oder der so genannte Glückspunkt.

## Q
Quadrat
Symbol: □. Aspekt mit einem Winkel von 90°.
Qualität
Zugehörigkeit eines Tierkreiszeichens zu den drei Qualitäten (kardinal, fix, veränderlich).
Quinat
Synonym für Halbdekan.
Quinkunx
Symbol: ⚻. Aspekt mit einem Winkel von 150°.
Quintil
Symbol: ⬠. Aspekt mit einem Winkel von 72°.

## R
Radixhoroskop
Grundhoroskop (zum Beispiel das Geburtshoroskop), auf das in einem abgeleiteten Horoskop (zum Beispiel ein Horoskop mit den aktuellen Planetenpositionen) Bezug genommen wird.
RA
Abkürzung für Rektaszension.
RAMC
Abkürzung für Rektaszension (RA) des Medium coeli (MC).
Radixhoroskop
Von lat. Radix („Wurzel“). Ein Grundhoroskop, von dem weitere Horoskope abgeleitet werden können, insbesondere das Geburtshoroskop einer Person.
rechtläufig
Bewegung in der Ekliptik gegen den Uhrzeigersinn, in Richtung der Jahresbewegung der Sonne.
Rektaszension
Abkürzungen: α, RA oder AR (lat. ascensio recta). Winkelabstand des Schnittpunkts des Stundenkreises eines Gestirns auf dem Himmelsäquator, gemessen in Sternzeit vom Frühlingspunkt aus. Wenn ein Gestirn eine Sternstunde nach dem Frühlingspunkt durch den Meridian geht, ist seine Rektaszension 1:00 h. Rektaszension = Sternzeit - Stundenwinkel (α = Θ - τ).
retrograd
Synonym zu rückläufig.
rückläufig
Bewegung in der Ekliptik im Uhrzeigersinn, gegen die Richtung der Jahresbewegung der Sonne.

## S
Sagittarius
Abkürzung: Sag. Lateinischer Name des Tierkreiszeichens Schütze.
Saturn
Symbol: ♄. Siebter der klassischen Planeten.
Schütze
Symbol: ♐︎. Neuntes Zeichen im Tierkreis. Ekliptikale Länge 240° bis 270°.
Scorpio
Abkürzung: Sco. Lateinischer Name des Tierkreiszeichens Skorpion.
Schnellläufer
Planeten, die sich relativ schnell bewegen wie Mond und Merkur.
Semisextil
Symbol: ⚺. Aspekt mit einem Winkel von 30°.
Sensitiver Punkt
Punkt im Horoskop, dem kein Himmelskörper entspricht, zum Beispiel Mondknoten und Glückspunkt.
Sextil
Symbol: ⚹. Aspekt mit einem Winkel von 60°.
Siderischer Tierkreis
Aufteilung des Tierkreises, die sich an den Sternbildern orientiert, im Gegensatz zum tropischen Tierkreis, dessen Beginn (0°) langsam mit dem Frühlingspunkt wandert.
Signifikator
Stillstehend gedachter Ort im Horoskop, Zielpunkt einer Direktion. Meist eine Häuserspitze und ein Planet.
sinister
Aspektierung gegen den Uhrzeigersinn im Tierkreis
Skorpion
Symbol: ♏︎. Achtes Zeichen im Tierkreis. Ekliptikale Länge 210° bis 240°.
Sonne
Symbol: ☉. Erster der klassischen Planeten. Die Position der Sonne im Tierkreis zur Geburt legt das Geburtszeichen fest.
Sozialer Planet
Synonym für gesellschaftlicher Planet
Spitze
Grad 0° eines Tierkreiszeichens (Zeichenspitze) oder eines Hauses (Hausspitze).
Steinbock
Symbol: ♑︎. Zehntes Zeichen im Tierkreis. Ekliptikale Länge 270° bis 300°.
Sternzeit
Abkürzung: Θ. Stundenwinkel des Frühlingspunktes. Wenn der Frühlingspunkt durch den Meridian geht, ist die Sternzeit 0 Uhr. Wenn die Erde um 15° (= 360°/24) rotiert hat, ist die Sternzeit 1:00 Uhr. Die Sternzeit entspricht der Rektaszension des Medium coeli.
Stier
Symbol: ♉︎. Zweites Zeichen im Tierkreis. Ekliptikale Länge 30° bis 60°.
Stundenastrologie
Zweig der Astrologie, der sich mit Beantwortung von konkreten Fragen hinsichtlich eines Zeitpunkts befasst.
Stundenherrscher
Planet, der über eine Temporalstunde herrscht.
Stundenkreis
Großkreis auf der Himmelskugel, der durch die Pole und den Ort eines Gestirns verläuft.
Stundenwinkel
Abkürzung: τ. Der Winkel, um den sich ein Gestirn seit dem Meridiandurchgang weiterbewegt hat, gemessen in Sternzeit. Stundenwinkel = Sternzeit - Rektaszension (τ = Θ - α).

## T
Tagdomizil
Tierkreiszeichen der Tagseite, in dem ein Planet herrscht.
Tagexil
Das dem Tagdomizil eines Planetenherrschers gegenüberliegende Zeichen.
Tagesbewegung
Bewegung eines Planeten in der Ekliptik innerhalb eines Tages, ausgedrückt in Grad (negativ bei Rückläufigkeit).
Tagesherrscher
Planet, der über einen Wochentag herrscht.
Taggeburt
Geburt, zu deren Zeitpunkt die Sonne in der Taghälfte stand, also über dem Horizont.
Taghälfte
Halbkreis des Horoskops zwischen Aszendent und Deszendent mit dem Medium coeli. Gestirne auf der Taghälfte sind zum Zeitpunkt des Horoskops am Taghimmel über dem Horizont.
Tagherrscher
Planet in seinem Tagdomizil.
Taghoroskop
Horoskop einer Taggeburt
Tagplaneten
Sonne, Jupiter und Saturn.
Tagseite
Gruppe der Tierkreiszeichen zwischen Wassermann und Krebs, in denen Planeten Tagherrscher sind.
Tagzeichen
Eines der Feuer- oder Luftzeichen (Widder, Zwillinge, Löwe, Waage, Schütze, Wassermann).
Tapeinoma
Griechische Bezeichnung für die Depression eines Planeten.
Taurus
Abkürzung: Tau. Lateinischer Name des Tierkreiszeichens Stier.
Temporalstunde
Eine der 12 Tag- oder der 12 Nachtstunden.
Termini
Den Planeten zugeordnete Gradbereiche in den Tierkreiszeichen.
Thema mundi
Welthoroskop, ein mit bestimmten Planetenposition überliefertes, das Schicksal der Welt bestimmendes Horoskop.
Tierkreis
Einteilung der Ekliptik in 12 Teile zu je 30°, beginnend mit dem Widder (0° bis 30°).
Tierkreiszeichen
Abschnitt des Tierkreises von 30°.
Topos
Plural topoi. Griechische Bezeichnung für Haus.
Transit
Zeitpunkt, zu dem sich ein Planet über die Position eines Horoskopfaktors bewegt.
Transsaturnier
Synonym für moderner Planet.
Trigon
Symbol: △. Aspekt mit einem Winkel von 120°.
Trigonokratie
Mittelbare Herrschaft in den Zeichen der Triplizität des Domizils
Triplizität
Eine der den vier Elementen zugeordneten Gruppen von je drei Tierkreiszeichen.
Triplizitätsherrschaft
Synonym für Trigonokratie.
Tropische Zeichen
Synonym für Kardinalzeichen (Widder, Krebs, Waage und Steinbock).
Tropischer Tierkreis
Aufteilung des Tierkreises, dessen Beginn (0°) langsam mit dem Frühlingspunkt wandert, im Gegensatz zum siderischen Tierkreis, der sich an den Sternbildern orientiert.

## U
Übeltäter
Planeten, denen traditionell grundsätzlich ungünstige Einflüsse zugeschrieben werden, insbesondere Mars und Saturn.
Uranus
Nach Entdeckung des Planeten Uranus eingeführter planetarer Deutungsfaktor im Horoskop.

## V
Venus
Symbol: ♀. Vierter der klassischen Planeten.
Veränderliche Zeichen
Gruppe der vier Tierkreiszeichen Zwillinge, Jungfrau, Schütze und Fische.
Verbrennung
Konjunktion eines Planeten mit der Sonne, die nicht eng genug für Cazimi ist.
Vertikalachse
Verbindung von Medium coeli und Imum coeli.
Virgo
Abkürzung: Vir. Lateinischer Name des Tierkreiszeichens Jungfrau.

## W
Waage
Symbol: ♎︎. Siebtes Zeichen im Tierkreis. Ekliptikale Länge 180° bis 210°.
Wassermann
Symbol: ♒︎. Elftes Zeichen im Tierkreis. Ekliptikale Länge 300° bis 330°.
Wasserzeichen
Ein dem Element Wasser zugeordnetes Tierkreiszeichen (Krebs, Skorpion und Fische).
Weiblicher Planet
Die Planeten Mond und Venus gelten als weiblich.
Weltachse
Synonym für Vertikalachse. Verbindungslinie von Medium coeli und Imum coeli, manchmal auch die Verbindungslinie von Zenit und Nadir.
Westhälfte
Hälfte des Horoskops rechts der Vertikalachse mit dem Deszendenten.
Widder
Symbol: ♈︎. Erstes Zeichen im Tierkreis. Ekliptikale Länge 0° bis 30°.
Wohltäter
Planeten, denen traditionell grundsätzlich günstige Einflüsse zugeschrieben werden, insbesondere Venus und Jupiter.
Würde
Stellung eines Planeten nach seiner Förderlichkeit bzw. Hinderlichkeit.

## Z
Zeichenherrscher
Planet, der über eines der Tierkreiszeichen herrscht, zum Beispiel der Mars über das Tagdomizil Widder und das Nachtdomizil Skorpion.
Zeichenspitze
Grad 0° eines Tierkreiszeichens.
Zwillinge
Symbol: ♊︎. Drittes Zeichen im Tierkreis. Ekliptikale Länge 60° bis 90°.